# Mens&Natuur
Mens en Natuur (M&N) is een combinatie van de schoolvakken biologie, natuurkunde en scheikunde. Op verschillende niveaus en scholen in Nederland wordt M&N gegeven, sommige scholen hebben het vak alleen voor het vmbo en andere scholen hebben het voor elk niveau of niet.